# Autoroute A83
L’autoroute A 83 è un'autostrada francese che parte da Vertou (intersezione con la N844), presso Nantes, e termina a La Crèche, presso Niort, dove si trova l'innesto sull'A10. Fa parte della strada europea E3 e della Route des Estuaires.